# 刘忠斌
刘忠斌（1967年4月—），江苏南京人，回族，台湾民主自治同盟盟员。中华人民共和国政治人物、第十三届全国人民代表大会江苏地区代表。

## 生平
2018年2月24日，当选为第十三届全国人大代表。